# وترنیتسا
وترنیتسا (به انگلیسی: Veternica) رودخانه‌ای است که در صربستان جریان دارد.